# Cumlosen
Cumlosen es un municipio situado en el distrito de Prignitz, en el estado federado de Brandeburgo (Alemania), a una altitud de 20 metros. Su población a finales de 2016 era de unos 700 habs. y su densidad poblacional, 33 hab/km².